# 雅雯·史華霍
雅雯·史華霍（英語：Amanda Swafford，1979年10月30日—），美國模特兒，是全美超級模特兒新秀大賽第三季的季軍。她有一名兒子名叫Eli。雅雯14歲時被發現出有遺傳性視網膜退化病變，眼睛視力會退化，到了30歲就會完全失去視力。比賽後成為Levi's的模特兒，為多本雜誌拍硬照。現在也有在寫童書。
她是第一位無進入包尾二人，順利進入最後三強的參賽者，也是第三季首名入圍最多次數的參賽者。

## 連結
- Amanda的資料 （页面存档备份，存于）
- Amanda的myspace （页面存档备份，存于）